# Adolphe Jean-Baptiste Bayot
Adolphe Jean-Baptiste Bayot (1810-c.1871) fue un litógrafo y pintor francés.

## Biografía
Nació el 8 de enero de 1810 en la ciudad italiana de Alessandria, en la región de Piamonte. Bayot, que se dedicó a la litografía y a la pintura, cultivó en su trabajo la realización de grabados de episodios de diversas guerras, ambientadas en Italia, México, Kinburn o bien batallas marítimas. Su muerte se ha fechado tanto en 1866 como, con más precisión, el 6 de febrero de 1871.